# Yassine Jebbour
Yassine Jebbour (ur. 24 sierpnia 1991 w Poitiers) – marokański piłkarz grający na pozycji prawego obrońcy. Posiada także obywatelstwo francuskie.

## Kariera klubowa
Jebbour urodził się w Poitiers w rodzinie marokańskich emigrantów. Pierwsze piłkarskie kroki stawiał w zespole Stade Rennais FC. Początkowo występował w rezerwach klubu w CFA, amatorskiej lidze francuskiej. 18 grudnia 2010 zadebiutował w drużynie zawodowej Stade Rennais FC na szczeblu Ligue 1.
22 stycznia 2013 roku, przeszedł na zasadzie wypożyczenia do AS Nancy.
W 2013 roku podpisał kontrakt z pierwszoligowym Montpellier HSC. W 2015 roku był wypożyczony do Varese. W sezonie 2015/2016 grał w SC Bastia.
| Sezon   | Klub               | Kraj    | Rozgrywki | Mecze | Bramki |
| ------- | ------------------ | ------- | --------- | ----- | ------ |
| 2009/10 | Stade Rennais FC B | Francja | CFA       | 23    | 1      |
| 2010/11 | Stade Rennais FC   | Francja | Ligue 1   | 6     | 0      |
| 2011/12 | Stade Rennais FC   | Francja | Ligue 1   | 1     | 0      |
| 2012/13 | Stade Rennais FC   | Francja | Ligue 1   | 5     | 0      |
| 2012/13 | AS Nancy           | Francja | Ligue 1   | 17    | 0      |
| 2013/14 | Montpellier HSC    | Francja | Ligue 1   | 14    | 0      |
| 2014/15 | Montpellier HSC    | Francja | Ligue 1   | 0     | 0      |
| 2014/15 | Varese             | Włochy  | Serie B   | 2     | 0      |
| 2015/16 | SC Bastia          | Francja | Ligue 1   | 4     | 0      |

## Kariera reprezentacyjna
W 2012 roku Jebbour zagrał na Igrzyskach Olimpijskich w Londynie. W 2013 roku zadebiutował w reprezentacji Maroka.